# Justice Christopher
Justice Longs Christopher (Jos, 24 de dezembro de 1981 – Jos, 9 de março de 2022) foi um futebolista nigeriano que atuava como meio-campista.
Por clubes, Justice (como era chamado) atuou por Katsina United, Sharks, Bendel Insurance, Royal Antwerp, Levski Sófia, Trelleborg e Alania Vladikavkaz.
Entre 2006 e 2007, defendeu as cores da equipe dinamarquesa do Herfølge, anunciando sua aposentadoria com apenas 25 anos. Voltou aos gramados em 2012 para jogar no Nasarawa United, onde encerrou a carreira pela segunda vez, aos 31 anos.
Pela Seleção Nigeriana, disputou a Copa das Nações Africanas (atuando em um jogo) e a Copa de 2002, também como reserva, entrando nas três partidas de sua equipe, que terminou eliminada na primeira fase, Foram 11 jogos disputados com a camisa das Super Águias.

## Morte
Em 9 de março de 2022, Justice Christopher foi encontrado morto num hotel em Jos, sua cidade natal, aos 40 anos, porém a causa não foi divulgada. Ele havia participado de um jogo amador um dia antes de falecer.

## Títulos
Levski Sófia
- Copa da Bulgária: 2002–03